# Novella Nikolaevna Matveeva
Novella Nikolaevna Matveeva (in russo Новелла Николаевна Матвеева?; Puškin, 7 ottobre 1934 – Chimki, 4 settembre 2016) è stata una poetessa e cantautrice sovietica, russa dal 1991.

## Biografia
Nata in una famiglia dalla forte tradizione letteraria, Novella Matveeva nacque a Puškin nel 1934 e tra il 1950 e il 1957 lavorò in un orfanotrofio nello Šaturskij rajon. In questo periodo studiò letteratura per corrispondenza presso l'Istituto Letterario Maksim Gor'kij, completando gli studi nel 1962.
Nel 1961 fece il suo debutto letterario con la sua prima raccolta poetica e nello stesso anno fu ammessa al Sindacato degli Scrittori dell'URSS. Alla sua prima raccolta poetica ne seguirono un'altra ventina, tra le quali Duša veščej nel 1966. Negli anni seguenti cominciò a musicare le proprie poesie e a cantarle accompagnandosi dalla chitarra a sette corde. La sua poetica era caratterizzata dall'attenzione alle cose semplici, elevate a simboli dal profondo significato estetico, morale e sociale grazie alla sua fusione lirica tra realismo e fantasia. Prolifica critica letteraria e drammaturga, scrisse anche una pièce ispirata all'opera di Aleksandr Grin, portata al debutto a Mosca nel 1984.
Dopo la morte del marito Heino Kiuru nel 1992, visse una vita ritirata nella sua dacia nei pressi di Mosca. Qui continuò a comporre poesie (inclusa una per celebrare l'annessione della Crimea alla Russia) e realizzare traduzioni, tra le quali una in lingua russa dei sonetti di Shakespeare.
Morì nel 2016 all'età di 81 anni nella sua dacia nei pressi di Chimki.

## Premi e riconoscimenti
Nel 1998 vinse il Premio Aleksandr Sergeevič Puškin, mentre nel 2002 fu insignita del Premio di Stato della Federazione Russa.